# Дзагоєв Сосланбек Черменович
Сосланбек Черменович Дзагоєв (рос. Сосланбек Черменович Дзагоев; нар. 16 лютого 1998, Владикавказ, Росія) — російський футболіст, півзахисник.

## Життєпис
Народився та виріс у Владикавказі. Футболом розпочав займатися у віці шести років у ДЮСШ «Юність». Паралельно займався боротьбою, проте згодом обрав саме футбол. Після «Юності» також займався в академії казанського «Рубіна». Взимку 2016 року, у віці 18 років, став гравцем грузинського клубу «Цхінвалі», де виступав переважно за молодіжний склад. Єдиний матч за основну команду провів 6 квітня 2016 року у матчі чемпіонату Грузії проти «Чихури», в якому вийшов на заміну на 86-й хвилині. Через півроку, на запрошення тренера, перейшов у тбіліське «Динамо», у складі якого брав участь у Юнацькій лізі УЄФА 2016/17. У 2017 році провів деякий час у команді чемпіонату Татарстану «Зеленодольськ». 16 серпня 2017 року заявлений за фейкову команду «Кизилташ» для участі у так званій Прем'єр-лізі КФС.

## Особисте життя
Молодший брат Алан займається футболом в академії «Ахмата».
За власними словами, не є родичем гравця збірної Росії Алана Дзагоєва:
|  | Може, якісь далекі зв'язки у нас є, мені про це нічого не відомо. Думаю, він мені скоріше однофамілець. |

Улюблений клуб – лондонський «Челсі», а улюблений футболіст – Еден Азар. Улюблена страва – осетинські пироги.
Був одним із учасників проекту «Хто хоче стати легіонером», який виходив на телеканалі Матч ТБ.